# Obsjtina Ivanovo
Obsjtina Ivanovo (bulgariska: Община Иваново) är en kommun i Bulgarien.   Den ligger i regionen Ruse, i den nordöstra delen av landet, 240 km nordost om huvudstaden Sofia. Antalet invånare är 9 643. Arean är 495 kvadratkilometer. Obsjtina Ivanovo gränsar till Obsjtina Ruse.
Terrängen i Obsjtina Ivanovo är varierad.
Obsjtina Ivanovo delas in i:
- Kosjov
- Krasen
- Metjka
- Pirgovo
- Trăstenik
- Sjtrăklevo
- Tjerven
- Svalenik

Följande samhällen finns i Obsjtina Ivanovo:
- Ivanovo